# Hildesheimer Marienreliquiar

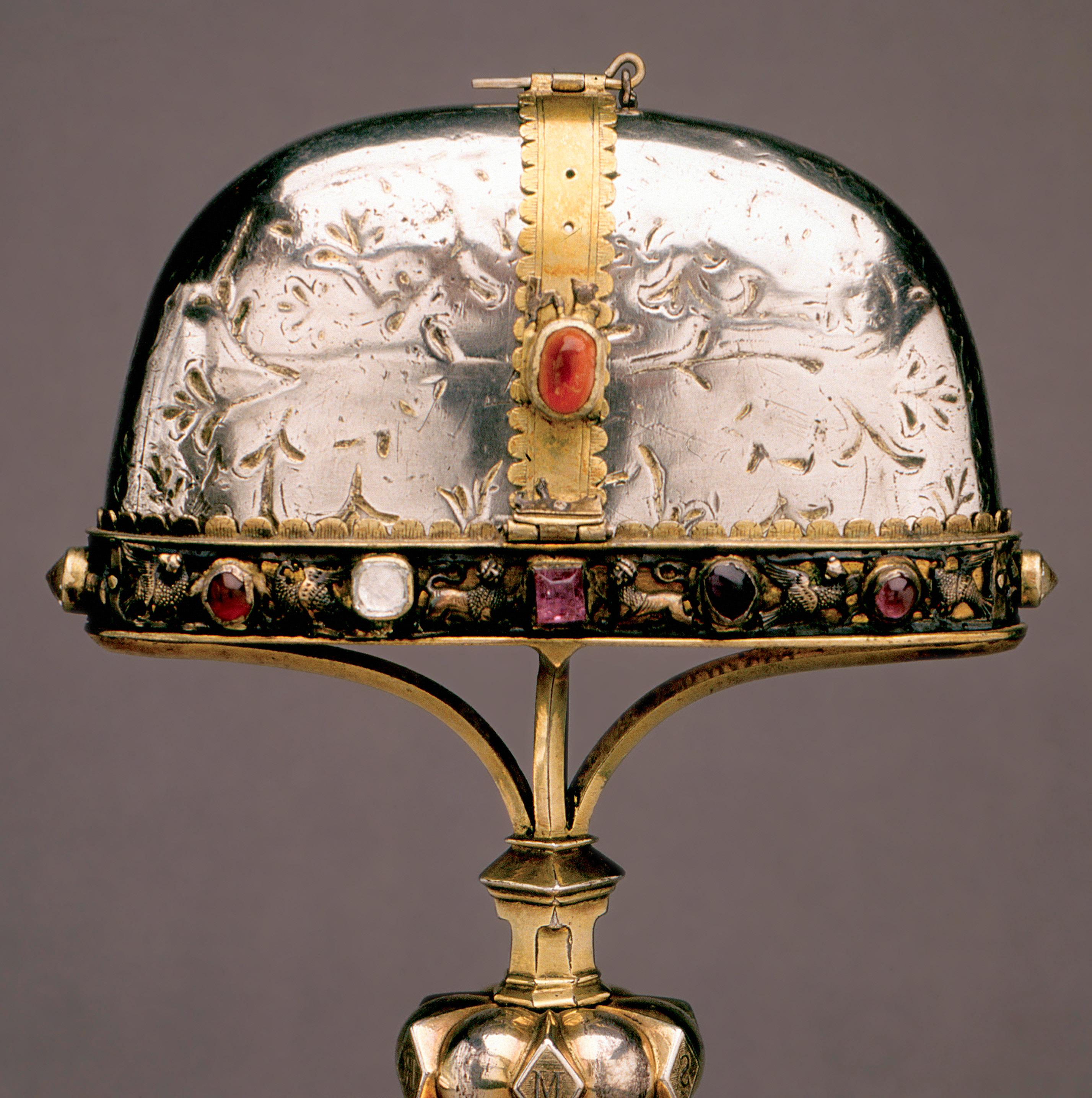
Hildesheimer Marienreliquiar

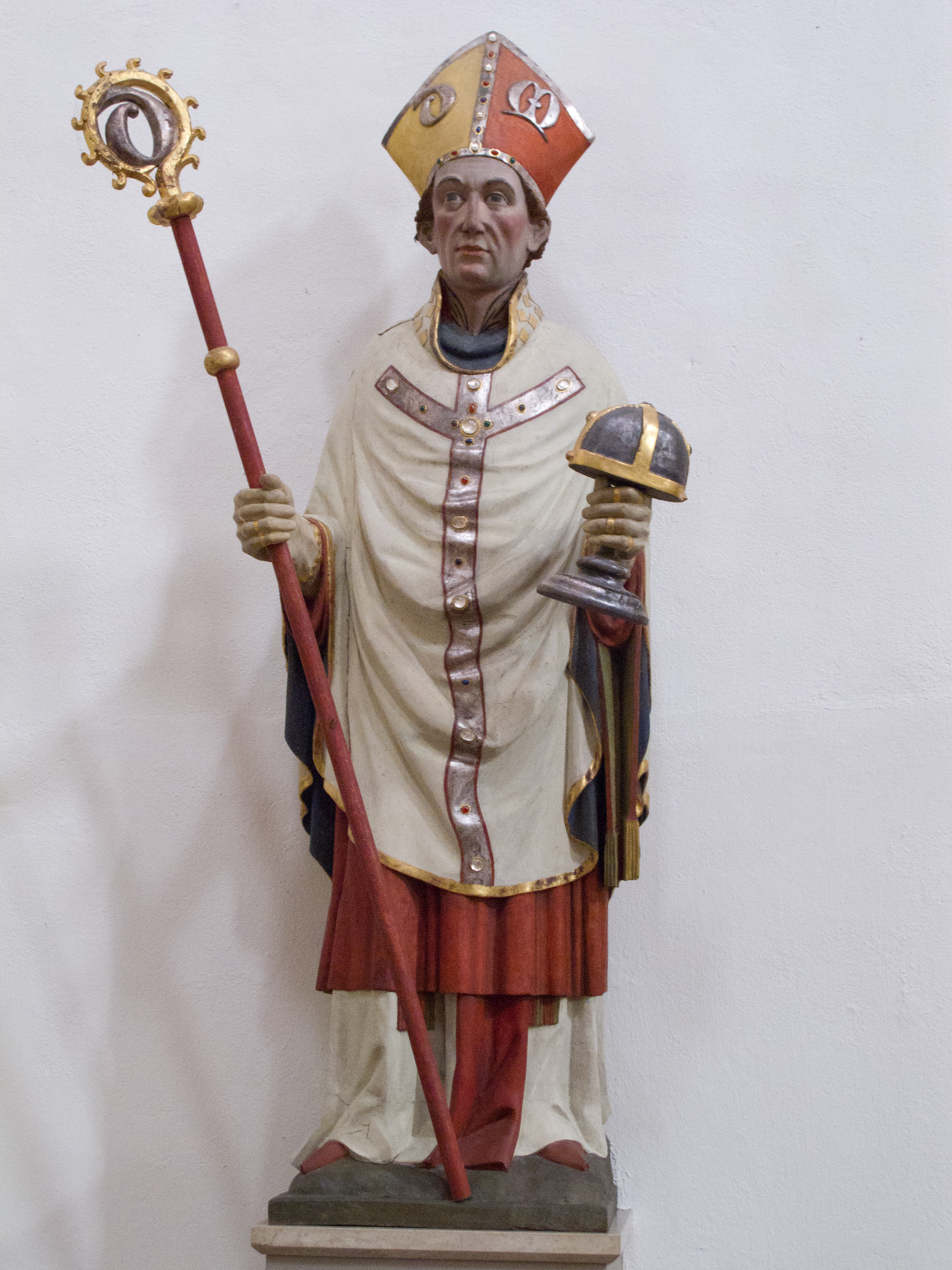
Bischof Godehard mit dem Marienreliquiar; Statue (um 1450) in St. Godehard in Hildesheim

Das Hildesheimer Marienreliquiar (Heiligtum Unserer Lieben Frau; Lipsanothek) ist ein karolingisches Reliquiengefäß aus dem Hildesheimer Domschatz.

## Geschichte
Tradition und Legende sehen in ihm jenes Reliquiar, das Kaiser Ludwig der Fromme und seine Begleitung einst im Wald vergaßen oder von einem Rosenstock nicht ablösen konnten und das so die Gründung des Hildesheimer Mariendoms und des Bistums Hildesheim im Jahr 815 bewirkte. So verkörpert es bis heute die geschichtliche Identität und Kontinuität des Bistums. Bei der Weihe oder Inthronisation eines neuen Bischofs von Hildesheim wird es diesem als besonderes Zeichen der Inbesitznahme der Diözese vom Vorgänger oder vom Diözesanadministrator feierlich überreicht.

## Beschreibung
Die silberne Reliquienkapsel ist der älteste Teil des Kunstwerks. Sie ist in die goldene Fassung entnehmbar eingefügt und wurde vermutlich im Mittelalter bei Prozessionen oder gefahrvollen Unternehmungen (so bei der Schlacht von Dinklar) vom Bischof um den Hals getragen. Die eigentümliche halbkreisartige, nach unten geöffnete Form der Kapsel ist ohne Vorbilder. Die Oberfläche ist symmetrisch mit eingravierten und in der Tiefe vergoldeten Ranken eines Lebensbaums bedeckt. Für diese Ornamente gibt es Parallelen aus dem frühen 9. Jahrhundert. Die Kapsel dürfte daher tatsächlich zu dieser frühen Zeit in der karolingischen Hofwerkstatt angefertigt worden sein. Bereits in den ältesten Schatzverzeichnissen der Domkirche wird sie erwähnt. Mit dem heiligen Inhalt und der kostbaren Kapsel hätte dann Ludwig der Fromme das von ihm gegründete Marienbistum ausgestattet und dem Schutz der Gottesmutter anvertraut.
Welche Reliquien das Gefäß birgt, ist nicht bekannt. Wahrscheinlich gab die verlorene ursprüngliche Bodenplatte der Kapsel darüber Auskunft. Ein Reliquienverzeichnis des Doms aus der Zeit um 1200 nennt als Inhalt: In capsa argentea continentur reliquie sancte Dei genitricis Marie: de crinibus, de unguibus, de lacte et de vestimentis, de sudario Domini, de sanguine Domini, de circumcisione Domini („In einer silbernen Kapsel sind enthalten die Reliquien der heiligen Gottesmutter Maria: von den Haaren, von den Fingernägeln, von der Milch und von den Kleidern, vom Schweißtuch des Herrn, vom Blut des Herrn, von der Beschneidung (Vorhaut) des Herrn“). Heute läuft über den Kamm der Kapsel eine Inschrift, die sich auf der Bodenplatte aus dem 14. Jahrhundert fortsetzt: [C]OR[PO]RA S(an)C(t)ORV[M IN PACE] SEPULT[A] SV[NT] („Die Leiber der Heiligen sind in Frieden bestattet“, nach Sir 44,14 ). Dieses Wort aus der Heiligenliturgie passt schlecht zu Maria, deren Leib nach katholischem Glauben nicht bestattet, sondern in den Himmel aufgenommen wurde, und von der nur Berührungsreliquien verehrt werden. Auch würde eine originale Inschrift Maria nicht einfach unter „den Heiligen“ subsumieren. Paläographische Eigenheiten erhärten die Annahme, dass die Inschrift erst gleichzeitig mit der neuen Bodenplatte angebracht wurde und dass diese zuvor zu einem anderen Reliquiar gehörte.
Jünger als die Silberkapsel sind auch die edelsteinbesetzte Goldbandfassung und der Fuß des Reliquiars. Dieser stammt wie die Bodenplatte der Kapsel vom Ende des 14. Jahrhunderts, jene aus dem zweiten Jahrzehnt des 13. Jahrhunderts.

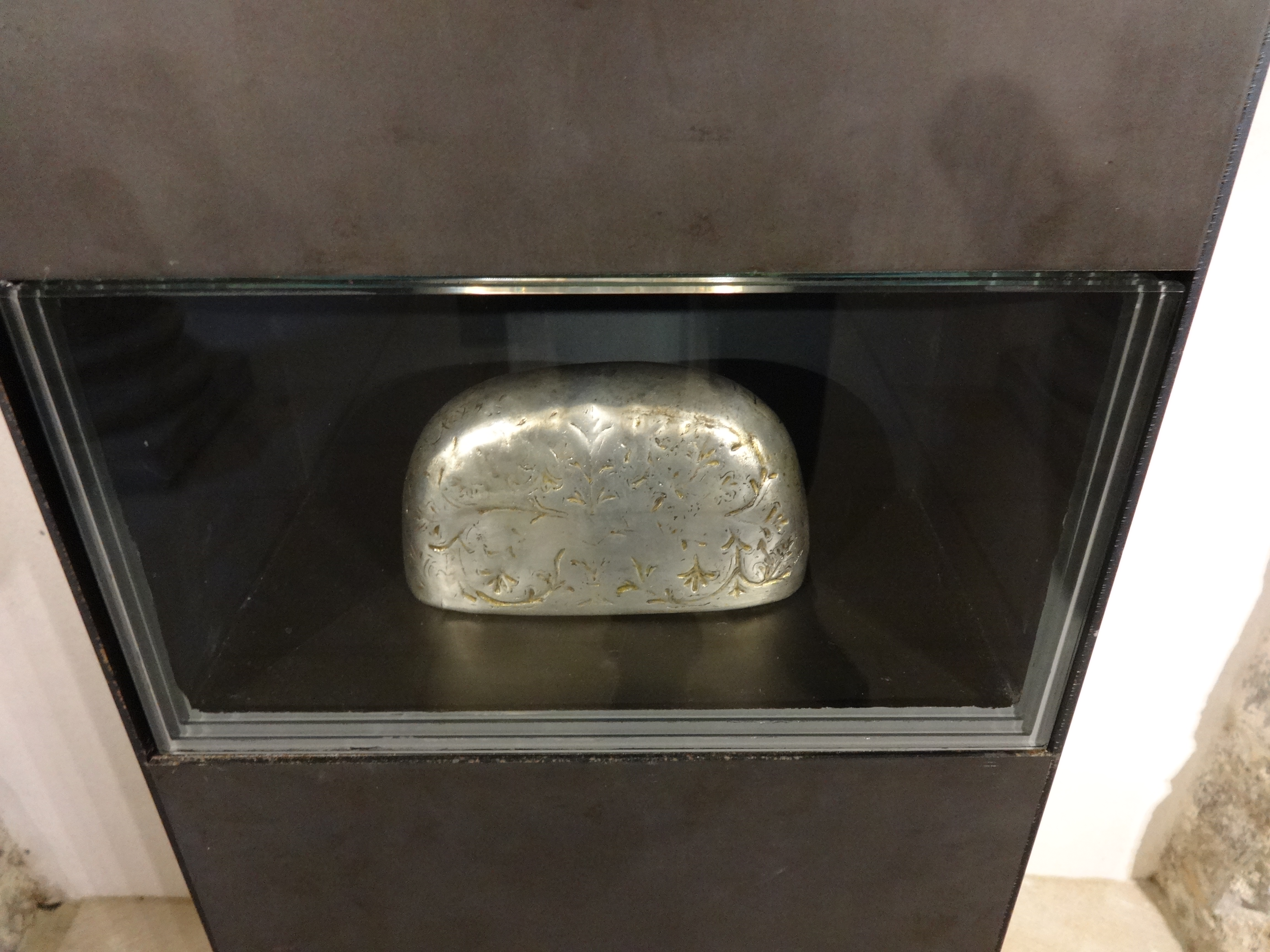
Das Reliquiar ohne Goldband und Fuß in der Marienstele der Domkrypta (2014)

## Heutige Aufbewahrung
Im Zuge der Domsanierung 2010–2014 wurde im Apsisscheitel der Domkrypta eine Stele aufgestellt, die ein altverehrtes Bild der thronenden Muttergottes trägt. In den Schaft der Stele wurde das Marienreliquiar – ohne den gotischen Fuß – eingesetzt. Damit befindet es sich in unmittelbarer Nähe der Wurzel des Tausendjährigen Rosenstocks, der an der Außenseite der Apsis rankt. Eine Kopie des Marienreliquiars befindet sich im Dommuseum.